# Álvaro Salvadores
Álvaro Salvadores Salvi (Lanco, Región de los Ríos, 12 de octubre de 1928-Cartagena de Indias, Bolívar, 13 de abril de 2002) fue un baloncestista chileno-español, hermano del también jugador de básquetbol Luis Salvadores Salvi.

## Biografía
Su familia emigró desde España hasta Chile debido a la Guerra Civil Española. En Lanco, la familia empezó a ver que el joven Álvaro tenía talento para el básquetbol y la música. Álvaro Salvadores fue a Cartagena de Indias (Colombia), donde conoció a su mujer, Elsa de la Espriella, con la que tuvo cuatro hijos: Álvaro, Mónica, Elsa, y María Angélica. Llegó a ser embajador de Chile en Colombia. Falleció de cáncer de pulmón en 2002.

### Máxima anotación
Fueron 3 las ocasiones en que Álvaro definió partidos claves en su carrera por sí mismo con base en la anotación, La primera ocurrió por la Selección de baloncesto de Chile en los panamericanos del 51 ante Brasil con 28 puntos, la segunda en Río de Janeiro ante el Flamengo con 42 puntos pero su máxima anotación en partidos oficiales estuvo en la definición de la liga Francesa con 47 puntos.

## Internacionalidades
Fue internacional con España en 5 ocasiones.
Participó en el primer mundial de básquetbol disputado en Argentina en 1950, aunque con escasa fortuna, ya que el equipo español quedó penúltimo (noveno de diez). Absolutamente desconocido en España, ya que estaba afincado en Chile, se ofreció al General Querejeta para jugar con España. En el mundial de 1950 Salvadores se distinguió por su excesivo individualismo.
Fue miembro de la Selección de básquetbol de Chile que terminó en quinto lugar en las Olimpiadas de 1952. Él jugó los ocho partidos y tuvo una lesión de fémur.